# Leicester Square metróállomás
A Leicester Square a londoni metró egyik állomása az 1-es zónában, a Northern line és a Piccadilly line érinti.

## Története
Az állomást 1906. december 15-én adták át a mai Piccadilly line vonalán.

## Forgalom
| Járat | Útvonal | Gyakoriság     |
| ----- | --- | -------------- |
|       | (High Barnet és Edgware felől –) Camden Town – Mornington Crescent – Euston – Warren Street – Goodge Street – Tottenham Court Road – Leicester Square – Charing Cross – Embankment – Waterloo – Kennington (– néha tovább Morden felé) | 3 percenként   |
|       | Cockfosters – Oakwood – Southgate – Arnos Grove – Bounds Green – Wood Green – Turnpike Lane – Manor House – Finsbury Park – Arsenal – Holloway Road – Caledonian Road – King’s Cross St. Pancras – Russell Square – Holborn – Covent Garden – Leicester Square – Piccadilly Circus – Green Park – Hyde Park Corner – Knightsbridge – South Kensington – Gloucester Road – Earl’s Court – Barons Court – Hammersmith – Turnham Green – Acton Town (– tovább Uxbridge, Heathrow felé) | 2-3 percenként |

## Átszállási kapcsolatok
| Állomás          | Átszállási kapcsolatok          |
| ---------------- | ------------------------------- |
| Leicester Square | Helyi buszok (Leicester Square) |

## Fordítás
- Ez a szócikk részben vagy egészben  a   Leicester Square tube station című angol Wikipédia-szócikk fordításán alapul.  Az eredeti cikk szerkesztőit annak laptörténete sorolja fel. Ez a jelzés csupán a megfogalmazás eredetét és a szerzői jogokat jelzi, nem szolgál a cikkben szereplő információk forrásmegjelöléseként.